# جانکشن (تگزاس)
جانکشن، تگزاس(به انگلیسی: Junction, Texas) شهری در ایالت تگزاس از ایالات جنوبی ایالات متحده آمریکا است. در سرشماری سال ۲۰۰۰، جمعیت این شهر ۲۶۱۸ نفر اعلام شد.